# Richard Haddock

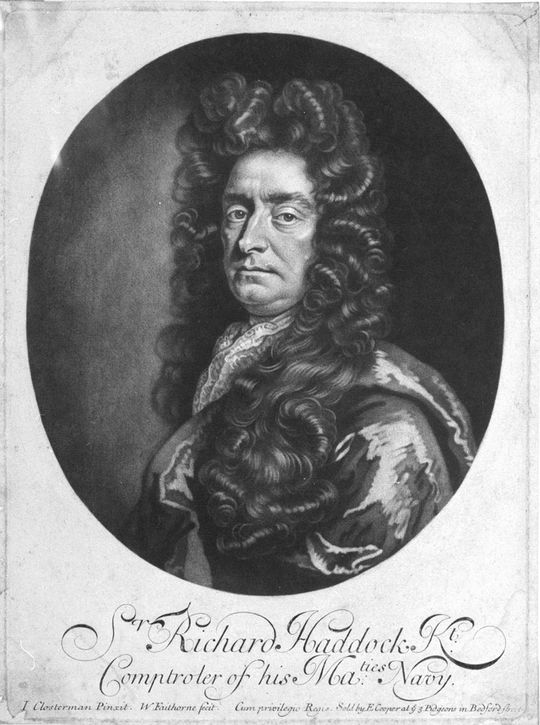
Richard Haddock

Sir Richard Haddock (* um 1629 in Leigh-on-Sea; † 26. Januarjul. / 6. Februar 1715greg. in London) war Offizier der Royal Navy und Politiker. Er war Kapitän während der Englisch-Niederländischen Seekriege und wurde im August 1690 zum Admiral befördert.

## Familie und frühe Karriere
Haddock wurde in eine Seefahrerfamilie geboren. Bereits sein Großvater, der ebenfalls Richard hieß, war 1652 für sein Kommando verschiedener Schiffe unter Karl I. geehrt worden. 1652 hatte er als Vizeadmiral die HMS Vanguard kommandiert. Richard Haddocks Vater, William Haddock, war Kapitän von Handelsschiffen, bevor er 1651 das Kommando der America übernahm, das der Navy des Commonwealth of England gehörte. Er diente im Ersten Britisch-Holländischen Krieg. Mehrere seiner Söhne folgten ihm in die Navy, darunter auch Richard.

## Militärische Karriere

Haddocks Schiff, die Royal James wurde von den Holländern in Brand gesteckt

Richard Haddock kommandierte die Dragon von 1656 bis 1660. Danach war er arbeitslos, bis er 1666 das Kommando über die Portland übernehmen konnte, ein Schiff mit 50 Kanonen. Zwischenzeitlich war er auch am sogenannten Holmes’s Bonfire, einer Aktion zur Zerstörung holländischer Frachtschiffe, beteiligt.
Vor dem Ausbruch des Englisch-Niederländischen Kriegs (1672–1674) 1672 wurde Haddock zum Kapitän des 100-Kanonen-Schiffes Royal James ernannt. Mit diesem Schiff nahm er an der Seeschlacht von Solebay am 28. Mai 1672 teil. Die Royal James war das Flaggschiff von Admiral Edward Montagu, 1. Earl of Sandwich. Die Royal James griff das Schiff von Willem Joseph van Ghent an, wurde aber von holländischen Schiffen ihrerseits unter Beschuss genommen. Obwohl es Haddock gelang, einige der Angreifer zurückzuschlagen, wurde die Royal James in Brand gesteckt. Haddock wurde verwundet und wollte das Schiff aufgeben. Montagu lehnte das jedoch ab. Haddock sprang über Bord und wurde gerettet, während Montagu in dieser Schlacht fiel.
Haddock kehrte nach London zurück und bekam eine Audienz bei König Karl II. Als Zeichen seiner Anerkennung für sein Verhalten in dieser Schlacht nahm der König einen Satinhut von seinem Kopf und setzte ihn seinem Gast auf. Dieser Hut wurde in der Familie der Haddocks lange als Erbstück aufbewahrt, zusammen mit einer Notiz seiner Bedeutung:

“This satin cap was given by King Charles the second, in the year 1672, to Sir Richard Haddock, after the English battle with the Dutch, when he had been captain of the Royal James, under the command of the Earl of Sandwich, which ship was burnt, and Sir Richard had been wounded. Given him on his return to London.”

„Dieser Satinhut wurde von König Karl dem Zweiten im Jahr 1672 an Sir Richard Haddock überreicht, nach der Schlacht mit den Holländern, als er Kapitän der Royal James war, unter dem Kommando des Earl of Sandwich, dessen Schiff niederbrannte, und Sir Richard wurde verwundet. Überreicht nach seiner Rückkehr nach London“

Haddock übernahm noch im gleichen Jahr das Kommando der Lion. Weiter kommandierte er die Royal Charles, das Flaggschiff Ruprechts von der Pfalz. Er kämpfte in der Ersten Seeschlacht von Schooneveld am 7. Juni 1673 und der Zweiten Seeschlacht von Schooneveld eine Woche später. Unmittelbar darauf übernahm er noch für kurze Zeit das Kommando der Royal Sovereign. Dieses gab er aber nach nicht einmal einem Monat wieder ab und wurde stattdessen zum Commissioner of the Navy befördert. Am 3. Juli 1675 wurde er zum Ritter geschlagen. Danach befehligte er noch einmal ein Schiff, die Duke, allerdings nur für 18 Tage.

## Politische Karriere
Ab 1683 war Haddock erster Commissioner of the Victualling Office, also Chef des Amtes, das für die Verproviantierung der britische Schiffe zuständig war. Dieses Amt hatte er bis 1690 inne. 1678 war er außerdem in die Politik eingetreten, als er für Aldeburgh ins House of Commons gewählt wurde. Von 1685 bis 1689 gehörte er noch einmal dem Britischen Unterhaus an, diesmal für den Wahlkreis New Shoreham. Kurz vor der Thronbesteigung von Wilhelm III. wurde er zum Third Sea Lord befördert, ein Amt, das er bis zu seinem Tod am 26. Januarjul. / 6. Februar 1715greg. innehatte. 1690, zum Ende seiner militärischen Karriere, nahm Haddock zusammen mit Henry Killigrew und John Ashby am Krieg der zwei Könige (auch Wilhelminisch-Jakobinischer Krieg) in Nordirland teil.
Richard Haddock wurde in seinem Geburtsort Leigh-on-Sea beigesetzt.

## Familie
Richard Haddock heiratete am 13. Februar 1648 Elizabeth „Lydia“ Wilkinson. Mit ihr hatte er drei Kinder.
Am 24. Juli 1671 heiratete er nochmal, diesmal Elizabeth Hurleston. Mit ihr hatte er sieben Kinder. Der älteste Sohn aus dieser Beziehung, Richard Haddock (1673–1751), folgte seinem Vater und wurde Admiral der Navy.
Auch Vater Richards Bruder Joseph Haddock machte als Kapitänleutnant im Dritten Englisch-Holländischen Seekrieg Karriere und übernahm das Kommando der HMS Swallow.
Anmerkung:
HMS – manchmal auch mit Satzzeichen geschrieben als H.M.S. – ist ein Akronym bzw. Abkürzung für „His Majesty's Ship“ oder „Her Majesty's Ship“ (englisch „Seiner bzw. Ihrer Majestät Schiff“)  und ist seit 1789 das offizielle Namenspräfix, welches alle Kriegsschiffe im Dienst der britischen Marine führen.